# Kastro-Kyllini
Kastro-Kyllini (greacă Κάστρο-Κυλλήνη) este un oraș în Grecia în prefectura Elida.